# Un amore senza fine (film 2014)
Un amore senza fine (Endless Love) è un film del 2014 diretto da Shana Feste, con protagonisti Alex Pettyfer e Gabriella Wilde.
La pellicola è il remake del film Amore senza fine del 1981 diretto da Franco Zeffirelli, con Brooke Shields e Martin Hewitt.

## Trama
La pellicola racconta la storia tormentata di due giovani ragazzi: Jade e David. Dopo il diploma Jade cerca di instaurare dei rapporti con i suoi coetanei, dopo due anni di lutto per il fratello Chris. Conosce David, innamorato di lei sin dal secondo anno di liceo. Jade organizza una festa, invita anche David, i due si conoscono e cominciano la loro storia d'amore. Nel frattempo David impara a conoscere il padre di Jade, Hugh, che non accetta il fatto che sua figlia possa perdere l'innocenza e che rinunci alla vita da cardiologa che le aveva programmato perfettamente. Hugh scopre tutta la vita passata di David, scopre che ha precedenti penali poiché aveva colpito con un pugno l'amante di sua madre, quando Jade scopre questa notizia da suo padre si arrabbia con David per non averglielo mai detto e lui si giustifica dicendole che si vergognava per quello che aveva fatto. I due litigano e lei parte per gli studi dei suoi sogni, David nel frattempo cerca di dimenticarla ma non ci riesce e così quando incontra la madre di Jade le fa domande sulla figlia e viene a conoscenza che Jade sarebbe ritornata a casa prossimamente e che aveva trovato un altro ragazzo. A David non importa, va all'aeroporto, incontra Jade ed entrambi capiscono che non hanno mai smesso di amarsi. Visto che il padre non accetta questa storia d'amore tra sua figlia e David, Jade decide di scappare con David, ma mentre stanno per scappare si accorgono che in casa si sta verificando un incendio. David corre ad aiutare Hugh, l'unico presente in casa, ma mentre lo aiuta cade e lo aiuta a sua volta. Entrambi si salvano, e in seguito Jade e David partono per un viaggio.

## Produzione
Le riprese del film sono avvenute tra maggio e luglio del 2013 e sono state girate a Fayette County, Georgia, e al giardino botanico di Atlanta.

## Distribuzione e incassi
Il primo trailer del film viene diffuso online il 17 ottobre 2013.
La pellicola è stata distribuita nelle sale cinematografiche statunitensi a partire dal 14 febbraio 2014, mentre in quelle italiane dal 5 giugno dello stesso anno.
Il film ha incassato poco più di 34 milioni di dollari in tutto il mondo.

## Riconoscimenti
- 2014 - Global Nonviolent Film Festival
  - Migliore attore protagonista ad Alex Pettyfer